# Enlightenment (Doctor Who)
Enlightenment (Iluminación) es el quinto serial de la 20.ª temporada de la serie británica de ciencia ficción Doctor Who, emitido originalmente en cuatro episodios, dos por semana, del 1 al 9 de marzo de 1983. Fue el tercero de los tres seriales que componen la "trilogía del Guardián Negro".

### Argumento
Luego de la interferencia de los Guardianes Blancos y Negros, el Doctor materializa la TARDIS en lo que parece ser la bodega de una embarcación eduardiana, aunque el Doctor percibe que algo anda mal. La tripulación humana no tiene idea de cómo llegaron allí ni dónde están, pero saben que están ayudando a su capitán a correr una carrera. El Doctor y sus acompañantes, Tegan y Turlough descubren que la nave, y varias otras naves de la Tierra históricas, están compitiendo en una carrera de velas solares a través del Sistema Solar. Los oficiales del barco se revelan como Eternos, en comparación con el Doctor y los humanos como Efímeros. Los Eternos viven en los "desperdicios sin caminos de la eternidad" y confían en Efímeros por sus pensamientos e ideas. Esta raza está dirigida por los Guardianes para ganar la Iluminación, la sabiduría para saber todo. El Doctor descubre que los Eternos han hecho desaparecer su TARDIS, forzándolo a él y a sus compañeros a quedarse hasta la conclusión de la carrera.
A medida que la carrera continúa, varios de los buques son destruidos por explosiones. El Doctor sospecha que la tripulación a bordo del Buccaneer, un barco pirata del siglo XVII, era responsable ya que era el buque más cercano al momento de la destrucción. Turlough, mientras intenta escapar del control del Black Guardian, termina a bordo del Buccaneer, y se encuentra con el Eternal Captain Wrack, sabiendo que ella también está trabajando para el Black Guardian. Encuentra el equipo a bordo de su barco que parece ser la fuente del dispositivo que destruye las otras naves y oye la voz del Guardián Negro cerca. Más tarde, Wrack ofrece a los oficiales eduardianos una recepción a bordo de su barco. Durante la recepción, Turlough le muestra el equipo al Doctor, mientras que Wrack le obsequia a Tegan con una tiara con un cristal rojo. Después de la recepción y continuación de la carrera, el Doctor ve al Buccaneer acercándose a la nave eduardiana, y determina que el cristal rojo se usa como punto focal del arma, y se deshace de la tiara antes de que Wrack pueda destruir la nave.
Cerca del final de la carrera, los vientos solares se disipan y el Buccaneer se adelanta al barco eduardiano. No deseando ver a Wrack ganar, los Eternos devuelven la TARDIS al Doctor, lo que le permite viajar al Buccaneer. Sin embargo, es capturado, y el primer oficial de Wrack sugiere que el Doctor y Turlough sean arrojados por la borda. Desde la nave eduardiana, Tegan y los demás observan cómo dos cuerpos son expulsados del Buccaneer justo antes de que cruce la línea de meta.
Los barcos y sus tripulaciones humanas son devueltos a la Tierra y los Guardianes rechazan a los otros Eternos. Se revela que el Doctor ganó la carrera, con Wrack y su primer compañero sufriendo "un desafortunado accidente". El Doctor rechaza el premio, pero como Turlough ayudó al Doctor, tiene derecho a una parte del premio. El Guardián Negro le recuerda a Turlough su trato, y dice que puede entregar el diamante, o sacrificar al Doctor para obtener tanto la Iluminación como la TARDIS. Turlough lanza el diamante al Guardián Negro, que desaparece en gritos y llamas. El Doctor señala que la Ilustración no era el diamante, sino la elección en sí misma.

### Continuidad
Cada historia de la 20.ª temporada incluía el regreso de un enemigo del pasado del Doctor. Durante esta trilogía (que comenzó con Mawdryn Undead] y concluyó aquí), el enemigo era el Guardián Negro, que se había enfrentado por última vez al Cuarto Doctor en la conclusión de la saga The Key to Time, en el serial de 1979 The Armageddon Factor. En ella también regresó el Guardián Blanco, que no aparecía desde 1979. Hasta la fecha, ninguno de los dos personajes ha vuelto a aparecer en la serie. Los Eternos tampoco han regresado, pero el Décimo Doctor los mencionó brevemente en los episodios El ejército de fantasmas y El código Shakespeare, donde se dice que son los que borraron del universo a los Carrionites en el amanecer del tiempo.
Un artículo de Russell T Davies en el Doctor Who Annual 2006 menciona a los Eternos en conexión con la Guerra del Tiempo mencionada en la temporada de 2005. El artículo dice que los Eternos habían estado envueltos en una Guerra del Tiempo anterior con los Halldons, una raza poderosa mencionada por primera vez en We are the Daleks, un artículo de Terry Nation para el especial del 10º aniversario de la serie en Radio Times, en 1973. El artículo de Davies también dicen que vieron la Gran (y última) Guerra del Tiempo entre los Señores del Tiempo y los Daleks, y "perdieron la esperanza por esta realidad, y se marcharon a sus estancias santificadas, para nunca volver a ser vistos".

## Producción
| Episodio   | Fecha de emisión   | Duración | Espectadores en millones | Estado en el archivo  |
| ---------- | ------------------ | -------- | ------------------------ | --------------------- |
| Episodio 1 | 1 de marzo de 1983 | 24:12    | 6,6                      | Cinta original en PAL |
| Episodio 2 | 2 de marzo de 1983 | 24:23    | 7,2                      | Cinta original en PAL |
| Episodio 3 | 8 de marzo de 1983 | 24:38    | 6,2                      | Cinta original en PAL |
| Episodio 4 | 9 de marzo de 1983 | 24:34    | 7,3                      | Cinta original en PAL |
| [ 3 ]      |                    |          |                          |                       |

El título provisional de la historia era The Enlighteners (Los Iluminadores), y el guion evolucionó a partir de la parte de las carreras de barcos por el espacio, desarrollándose poco a poco. Después se incluyó la parte del Guardián Negro para enmarcarlo en la trilogía, aunque originalmente iba a ser la primera entrega de la misma, y cuando falló uno de los guiones se decidió mover esta historia a su conclusión, obligando a la reescritura de gran parte de la historia. Al principio el director iba a ser Peter Moffatt, pero tras los problemas que surgieron con el guion que falló, se le puso a trabajar en su reemplazo, Mawdryn Undead, y así Enlightenment fue dirigido por Fiona Cumming.
Cuando comenzó la producción, se dieron cuenta de que las dos primeras partes se habían quedado cortas de tiempo, así que tuvieron que añadir más diálogos para rellenar. El personaje de Jackson originalmente no iba a aparecer después del segundo episodio, pero durante el rodaje Saward se dio cuenta de que así se daba la apariencia de que le habían ejecutado, así que reescribieron el episodio tres para que apareciera allí. La tercera parte también se quedó corta de tiempo, así que trasladaron escenas de la cuarta parte a la tercera, y alargaron las escenas con los Guardianes para compensar.